# کاستل فیورنتینو
کاستل فیورنتینو (به ایتالیایی: Castelfiorentino) یک کومونه در ایتالیا است که در استان فلورانس واقع شده‌است.

## خصوصیات
کاستل فیورنتینو ۶۶٫۶ کیلومترمربع مساحت و ۱۷٫۹۵۹ نفر جمعیت دارد و ۵۰ متر بالاتر از سطح دریا واقع شده‌است.

## خواهرخوانده
شهر گبویلر خواهرخواندهٔ کاستل فیورنتینو هست.